# أوبفيلدن
أوبفيلدن (بالألمانية: Obfelden) هي إحدى بلديات مقاطعة أفولتن في كانتون زيورخ بسويسرا. تُقدر مساحتها ب7.54 كيلومتر مربع، ويبلغ عدد سكانها 5356 نسمة (حسب إحصاءات ديسمبر 2017).